# Campodolcino
Campodolcino es una localidad y comune italiana de la provincia de Sondrio, región de Lombardía, con 955 habitantes.
En el pasado era un lugar conocido por la hidroterapia (en el Hotel Posta, construido en el siglo XIX y hoy cerrado). Hoy es un centro turístico de verano e invierno.

## Evolución demográfica
| Gráfica de evolución demográfica de Campodolcino entre 1861 y |
|                                                               |
| Fuente ISTAT - elaboración gráfica de Wikipedia               |